# Wenxian Tongkao
El  Wenxian Tongkao (文献通考), a veces simplemente llamado Tongkao, es una fuente documental de mundo chino compilado por Ma Duanlin a principios del siglo XIV y publicado en 1317. Significa literalmente "Estudio exhaustivo de los documentos". Se compone de varias partes; Cada una está repartida en varios volúmenes (juan). Estas 26 partes y estos 348 volúmenes son el equivalente de una enciclopedia sobre la vida y la organización de la sociedad china de la época : Son abordados temas diversos que van desde la geografía administrativa a los ritos reales pasando por los actos adivinatorios o las leyes militares.
De hecho, el Wenxian Tongkao forma parte de la abundante documentación nacida del mundo chino utilizada por numerosos historiadores actuales para informarse sobre los aspectos diversos de la civilización china de la época o sobre los acontecimientos históricos. Por ejemplo, los astrónomos modernos han encontrado diversas menciones de acontecimientos astronómicos sin precendentes en Occidente debido al periodo cubierto (la Edad Media) donde solo algunas personas en Europa se interesaron por estos temas. Es en el Wenxian Tongkao donde se intentó por primera vez de encontrar menciones de acontecimientos astronómicos que interesaban a los astrónomos modernos. Los primeros en investigar de esta forma fueron Jean-Baptiste y su hijo en Édouard Biot en 1843, que buscaban menciones sobre el paso de cometas. Sin saberlo, descubrieron al mismo tiempo menciones a novas y supernovas, la más célebre es sin duda SN 1054.